# ディズニー・クリスマス
- ディズニーパーク > 東京ディズニーリゾート
  - 東京ディズニーランド > 東京ディズニーランドのスペシャルイベントの一覧 > ディズニー・クリスマス
  - 東京ディズニーシー > 東京ディズニーシーのスペシャルイベントの一覧 > ディズニー・クリスマス

『ディズニー・クリスマス』（Disney Christmas）は、2018年より東京ディズニーリゾートで毎年開催されているクリスマスシーズンのスペシャルイベントの総称である。

## 概要
2017年まで開催されていた前身となるクリスマスイベント「クリスマス・ファンタジー」（東京ディズニーランド）と「クリスマス・ウィッシュ」（東京ディズニーシー）の名称を改めて開催されるようになる。

## 2018年
2018年11月8日から同年12月25日まで開催。

### 東京ディズニーランド

#### ディズニー・クリスマス・ストーリーズ
2017年に公演されていたものと同様。
ミッキー、ミニー、プルートの衣装が2015年の時のものに戻っている。
日本航空が協賛となっており、パレードの最後にはJALのロゴマークがデザインされたカートが登場する。
公演情報
- 公演場所:パレードルート
- 公演時間:約40分（1日2回）
- 出演人数:約120名
- 出演キャラクター:ミッキーマウス、ミニーマウス、ドナルドダック、デイジーダック、グーフィー、プルート、 チップ、デール、マックス、スクルージ・マクダック、ヒューイ、デューイ、ルーイ、ウッディ、 ジェシー、バズ・ライトイヤー、ブルズアイ、グリーンアーミーメン、白雪姫、ドック、グランピー、ハッピー、スリーピー、バッシュフル、スニージー、ドーピー、 リロ、スティッチ、エンジェル、ベル、ビースト、アナ、エルサ、オラフ

#### その他
デコレーション
東京ディズニーリゾート35周年“Happiest Celebration!”の開催期間中、ワールドバザールの「セレブレーションストリート」で行われている夜の演出で期間限定のクリスマスバージョンを実施する。
プラザには新たに、ディズニーの仲間たちがクリスマス楽しむデザインをされたデコレーションが設置されるほか、各テーマランドにも装飾や体験型フォトロケーションが登場する。
シンデレラ城の裏には今年限定の 35周年のロゴが付いた生木のクリスマスツリーが登場する。
アトラクション
ホーンテッドマンション“ホリデーナイトメアー”
開催期間は9月1日-翌年1月3日。
カントリーベア・シアター“ジングルベル・ジャンボリー”
開催期間は11月3日-12月28日。
アトモスフィアショー
下記のアトモスフィアショーはクリスマスバージョンでの公演となる。
- 東京ディズニーランド・バンド
- バイシクルピアノ
- サックス・フォー
- オーパス・ファイブ
- ファン・メンテナンス

### 東京ディズニーシー

#### イッツ・クリスマスタイム!
イッツ・クリスマスタイム!（It's Christmas Time!）は、2018年に公演されるクリスマスの音楽やライブパフォーマンスにあふれたレヴューショーの名称。メディテレーニアンハーバーで開催されるレヴューショーとしては初となる。ミッキーマウスをはじめとしたディズニーの仲間たちが、クリスマスの名曲とともにタップダンスやラインダンスなどを踊り、ゲストに華やかなひとときを届ける。
公演情報
- 公演場所：メディテレーニアンハーバー
- 公演時間：約25分(1日2回全公演抽選）
- 出演者数：約130人
- 出演キャラクター：ミッキーマウス、ミニーマウス、ドナルドダック、デイジーダック、プルート、グーフィー、 チップ、デール、マックス、クラリス、スクルージ・マクダック、ダッフィー、シェリーメイ、 ジェラトーニ、ステラ・ルー、サンタクロース

使用楽曲
括弧内は原曲のアーティスト
- We Wish You the Merriest （フランク・シナトラ、ビング・クロスビー）
- It's the Most Wonderful Time of the Year（アンディ・ウィリアムス）
- All I Want for Christmas Is You（マライア・キャリー）
- Let It Snow! Let It Snow! Let It Snow!
- Santa Baby（アーサー・キット）
- 赤鼻のトナカイ
- ジングルベル
- Welcome to Christmas
- We Wish You a Merry Christmas

#### カラー・オブ・クリスマス（2018）
2017年版との相違
- ミッキーマウスたちの乗る船が、2017年以前とは異なっている。
- ゼペットに代わりジミニー・クリケットが登場する。

公演情報
- 公演場所：メディテレーニアンハーバー
- 公演時間：約15分
- 出演者数：26人
- 出演キャラクター：ミッキーマウス、ミニーマウス、ドナルドダック、デイジーダック、グーフィー、プルート、 チップ、デール、ダッフィー、シェリーメイ、ジェラトーニ、ステラ・ルー、ピノキオ、ジミニー・クリケット、ジーニー、アブー

#### カラー・オブ・クリスマス - アフターグロウ (2018)
公演情報
- 公演場所：メディテレーニアンハーバー
- 公演時間：約3分（「ブランニュードリーム（花火）」開催時間の後、約15分ごと）

#### テイスト・オブ・クリスマス
アメリカンウォーターフロントのニューヨークエリアで展開するこのプログラムは、「ニューヨークの住人たちが準備をした“食事の前にお酒や軽食と共に会話を楽しむ贅沢な時間”」をテーマにしている。
ニューヨークエリアの各店舗は、クリスマスの特別な飾り付けをし、この季節ならではのホットアルコールドリンクや、お酒にぴったりのメニューとともにゲストをお出迎え。ゲストは、あたたかなクリスマスのムードの中、まるでニューヨークの住人になった気分で、大人の贅沢な時間を過ごすことができる。

#### その他
デコレーション
- 各テーマポートにはさまざまなクリスマスデコレーションを設置。2017年に引き続き、ウォーターフロントパークでは「スノークリスタル・イルミネーション」を実施する。
- S.S.コロンビア号前に設置される恒例の15mの巨大なクリスマスツリーは、2018年は東京ディズニーリゾート35周年のロゴが設置される。
- ロストリバーデルタでは、「ドナルドダック、ホセ・キャリオカ、パンチートと住人たちが、訪れるゲストにクリスマスを楽しんでもらおうと準備した」クリスマスのデコレーションとイルミネーションというテーマで展開される。

アトモスフィアショー
下記のアトモスフィアショーはクリスマスバージョンでの公演となる。
- 東京ディズニーシー・マリタイムバンド
- ファン・カストーディアル

## 2019年

### 東京ディズニーランド

#### ディズニー・クリスマス・ストーリーズ (2019年)
2018年に公演されていたものと同様。オラフの声が、ピエール瀧から武内駿輔に変更された

### 東京ディズニーシー

#### イッツ・クリスマスタイム! (2019年)
2～3回公演
2018年に公演されていたものと同様。
ただしこの年は初回に関しては抽選なし
2回目以降は抽選になっていた

#### カラー・オブ・クリスマス（2019）
2019年が最終公演となることが発表された。公演内容は2018年のものと同様。

#### ハロー、ニューヨーク!
公演1回目の鑑賞席は全て自由席で抽選は不要（先着順）だが、2回目公演以降は、指定席と自由席（立ち見のみ）があり、指定席での鑑賞には抽選が必要となった。
クリスマス・バージョンとして公演された。主な変更点は以下の通り。
- ショー公演開始前のBGMがクリスマス関連の楽曲に変更された。
- ショー中の楽曲にもクリスマス調のアレンジが加えられた。
- 出演者の衣装、小道具などにクリスマス飾りが施されている。
- ブロードウェイのシーンで使用される楽曲が2002年に東京ディズニーシーで公演されたクリスマス・イン・ニューヨークの楽曲となっている。
- 照明、S.S.コロンビア号に行われるプロジェクションマッピングがクリスマスカラーに変更された。

## 2020年
新型コロナウイルス感染症の世界的流行の影響により予定されていたイベントは中止が発表された。
2020年11月2日からはパーク内のレストランやディズニーホテルのレストランでクリスマスメニューの提供が行われ、ショップではクリスマス関連のグッズが発売開始された。2020年11月10日からはクリスマスのデコレーションも実施された。
夜の打ち上げ花火は開催されるがクリスマス演目ではなく、通常の「ディズニー・ライト・ザ・ナイト」として開催される。

### 東京ディズニーランド
「ミッキー&フレンズのグリーティングパレード」がクリスマスバージョンとして公演された。出演するミッキーマウス、ミニーマウス、ドナルドダック、グーフィー、プルートは、いずれもサンタクロースなどをモチーフにしたクリスマスならではのコスチュームで登場した。

### 東京ディズニーシー
「ミッキー&フレンズのハーバーグリーティング」がクリスマスバージョンとして公演された。

## 2021年
新型コロナウイルス感染症の世界的流行の影響により平時より規模を縮小した運営が行われていることから、スペシャルイベントとしての開催はなし。
ただし、11月9日～12月25日の期間で、両パークで当イベント名を冠したエンターテインメントプログラムが実施され、一部のデコレーションがクリスマス仕様となった。

### 東京ディズニーランド

#### 「ミッキー＆フレンズのグリーティングパレード：ディズニー・クリスマス」
2015年より公演されている「ディズニー・クリスマス・ストーリーズ」の衣装と音楽で、ミッキーたちがゲストにご挨拶するパレード。
公演情報
- 公演場所：パレードルート
- 公演時間：約25分（１日1～2回）
- フロートの台数：1台
- 登場キャラクター：ミッキーマウス、ミニーマウス、ドナルドダック、デイジーダック、プルート

### 東京ディズニーシー

#### 「ミッキー＆フレンズのハーバーグリーティング：ディズニー・クリスマス」[12]
これまでの東京ディズニーシーのクリスマス期間に開催されてきたショーの衣装と音楽で、ミッキーたちが船からゲストにご挨拶する。
衣装と音楽はイベント期間を3つに分け、以下のように切り替えられる。
- 11月9日～11月23日　「イッツ・クリスマスタイム！」（2018年～）
- 11月24日～12月9日　「クリスマス・ウィッシュ」（2010年～2011年）
- 12月10日～12月25日　「パーフェクト・クリスマス」（2015年～2017年）

公演情報
- 公演場所：メディテレーニアンハーバー
- 公演時間：約10分（1日2回）
- 船の数：1隻

登場キャラクター
- 全期間：ミッキーマウス、ミニーマウス、ドナルドダック、デイジーダック、サンタクロース
- 11月9日～11月23日のみ：グーフィー、マックス
- 11月24日～12月9日のみ：チップ、デール
- 12月10日～12月25日のみ：ダッフィー、シェリーメイ